# Hareidlandet

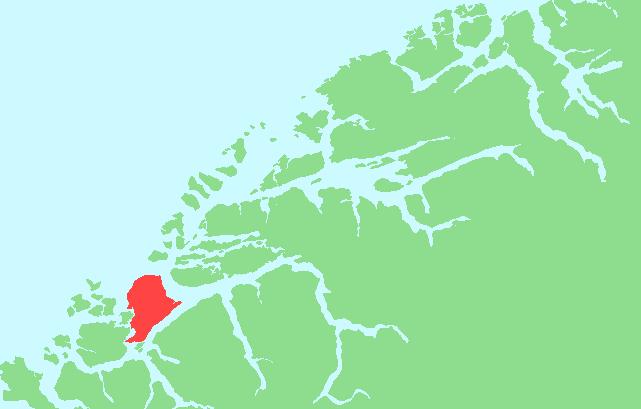
Lokalizacja wyspy

Hareidlandet – wyspa w regionie Møre og Romsdal, w Norwegii. Powierzchnia wyspy wynosi 166 km². Wyspa leży w granicach gmin Ulstein oraz Hareid. 
Najwyższym szczytem wyspy jest Blåtinden (lub też Blåtind) o wysokości 697 m, drugim w kolejności jest Kongsvollen (683 m), obydwa znajdują się w gminie Ulstein. Natomiast dwa kolejne szczyty znajdują się w gminie Hareid: Melshornet (668 m) oraz Skolma (635 m).